# Copa Catalunya de futbol masculina 1993-1994
La 5a edició de la Copa Catalunya fou la primera amb aquesta denominació, deixant enrere l'antic nom de Copa Generalitat, i consolidant-se com a torneig de referència dins del futbol català. El disseny del trofeu també fou modificat, ara amb línies més vanguardistes i l'afegit de les quatre barres de la senyera en el contorn de la copa. Aquest any hi participaren un total de 89 equips. El Futbol Club Andorra es proclamà sorprenentment campió del torneig, superant al Futbol Club Barcelona a la semifinal, i al Reial Club Deportiu Espanyol a la final.

## Quarts de final
| 24 maig 1994 | FC Andorra                        | 3 - 1 | UE Figueres      | Barcelona                                        |  |
|              | Leo 25' · Molinero 75' · Raúl 88' | [ 4 ] | Jonás (p.p.) 66' | Camp Municipal Narcís Sala · Aguilera Hernando · |  |

| 24 maig 1994 | UE Sant Andreu | 0 - 2 | FC Barcelona           | Barcelona                                    |  |
|              |                | [ 4 ] | Jordi 60' · Moreno 83' | Camp Municipal Narcís Sala · José Torrisco · |  |

| 26 maig 1994 | CE Sabadell FC | 1 - 0 | UE Lleida | Sabadell                            |  |
| 20:00        | Garzón 42'     | [ 5 ] |           | Nova Creu Alta · Hernández Calvet · |  |

| 26 maig 1994 | RCD Espanyol                                         | 5 - 0 | UE Rubí | Sabadell                        |  |
| 22:00        | Jaume 31' · Eloy II 56' · Lluís 73' 86' · Artega 90' | [ 5 ] |         | Nova Creu Alta · Inglés Soler · |  |

## Semifinals
| 30 maig 1994 | FC Andorra                             | 2 - 1 | FC Barcelona | Sabadell                         |  |
|              | Sánchez Jara (p.p.) 36' · Carrillo 89' | [ 6 ] | Òscar 29'    | Nova Creu Alta · Pérez Sánchez · |  |

| 30 maig 1994 | CE Sabadell FC        | 2 - 4 | RCD Espanyol                                | Sabadell                           |  |
|              | David 6' · Garzón 36' | [ 6 ] | Roberto 16' 62' · Fonseca 60' · Arteaga 89' | Nova Creu Alta · Barrueco Moreno · |  |

## Final
| FC Andorra                                  | 0 - 0 | RCD Espanyol                               |
| ------------------------------------------- | ----- | ------------------------------------------ |
|                                             | [ 7 ] |                                            |
| Tanda de penals                             |       |                                            |
| Martínez · Molinero · Jonás · Manolo García | 4-2   | Fonseca · Torres Mestre · Lardín · Navarro |

| Andorra | Español |

| GK           | 1  | Iñaki Saiz                   |     |     |
|              | 2  | Manolo García                |     |     |
|              | 3  | Jonás Alonso                 |     |     |
|              | 4  | Josep Espigulé               | 77' |     |
|              | 5  | Raúl Ferrer                  |     |     |
|              | 6  | Juan Carrillo                | 75' |     |
|              | 7  | Patri González               |     | 63' |
|              | 8  | Jesús Julián Lucendo         |     |     |
|              | 9  | Roberto Elvira               |     | 69' |
|              | 10 | José San Sebastián "Donosti" |     | 45' |
|              | 11 | Leo López                    | 18' |     |
| Substitutes: |    |                              |     |     |
|              |    | Jaume Martínez               |     | 45' |
|              |    | José Molinero                |     | 69' |
|              |    | Eugenio                      |     | 63' |
| Manager:     |    |                              |     |     |
| Manolo Buján |    |                              |     |     |

| GK                   | 1  | Raúl Arribas                |  |     |
|                      | 2  | Joaquín Macanás             |  |     |
|                      | 3  | José Gallardo               |  |     |
|                      | 4  | Javier Navarro              |  |     |
|                      | 5  | Víctor Manuel Torres Mestre |  |     |
|                      | 6  | Jaume Garcia                |  | 45' |
|                      | 7  | Roberto Fresnedoso          |  | 79' |
|                      | 8  | Francisco López             |  |     |
|                      | 9  | Moisés García "Arteaga"     |  | 45' |
|                      | 10 | Lluís Gonzàlez              |  | 45' |
|                      | 11 | Gregorio Fonseca            |  |     |
| Substitutes:         |    |                             |  |     |
|                      |    | Lluís Codina                |  | 45' |
|                      |    | Eloy Jiménez                |  | 79' |
|                      |    | Jordi Lardín                |  | 45' |
|                      |    | Manuel Serrano              |  | 45' |
| Manager:             |    |                             |  |     |
| José Antonio Camacho |    |                             |  |     |